# Amanishakhéto
La reine candace Amanishakhéto (parfois orthographié Amanishakhété) serait née au cours de la seconde moitié du premier siècle av. J.-C. Elle serait la fille de la reine Amanirenas, (ou d'une noble dame au nom lacunaire de « Ar(...)tḫwit »), et l'épouse d'un frère à qui elle a survécu. Son nom signifie « Amon l'a conçue ». Sa succession est assurée par Nawidémak, puis, plus tard, Amanitore, l'une desquelles est mentionnée dans la Bible (Actes des Apôtres 8.27). Elle ne ferait qu'un avec la reine Shanakdakhété. Le règne d'un roi, probablement Amanakhabalé, s'est peut-être intercalé entre le sien et celui de Nawidémak.

## Règne

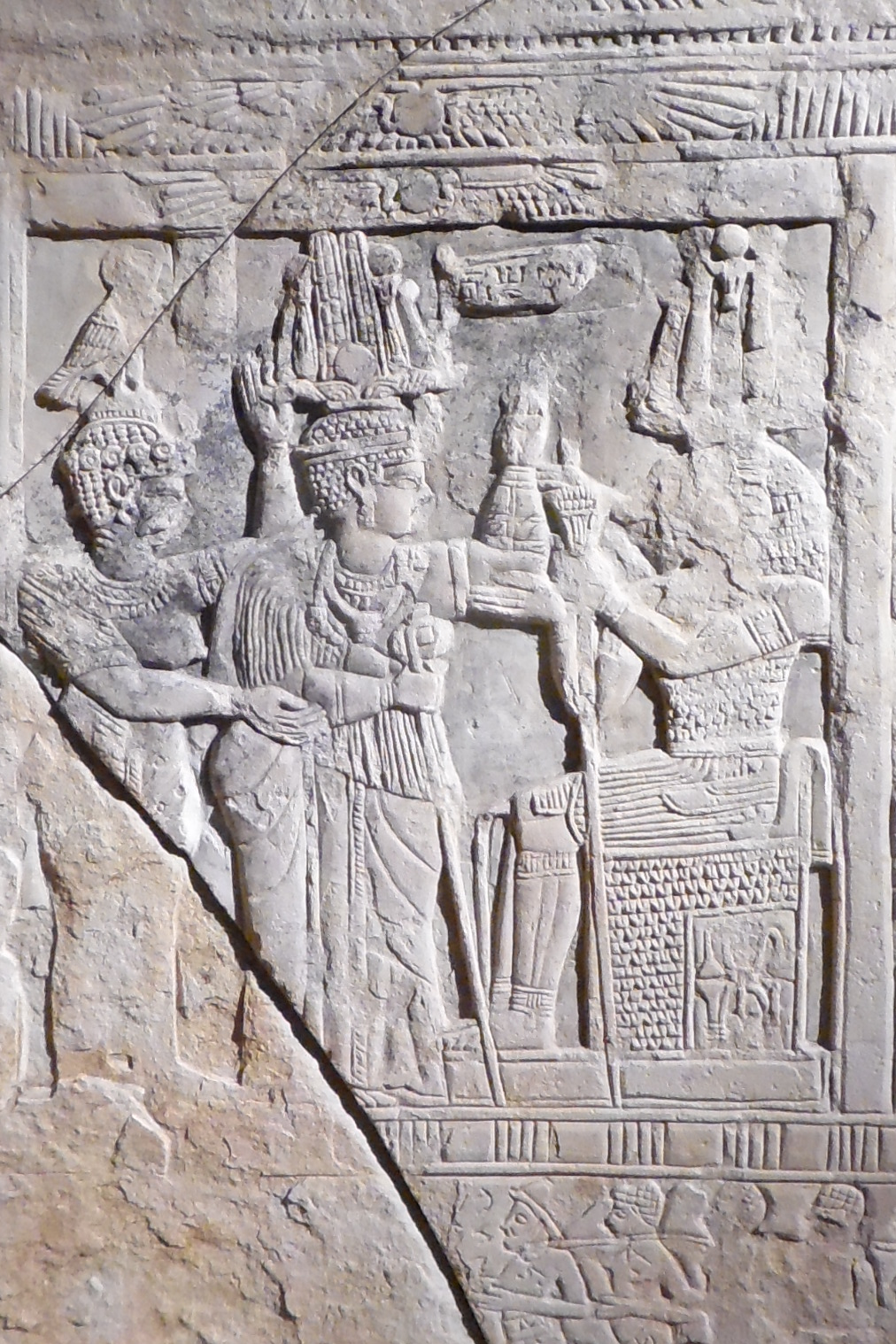
Relief d'Amanishakhéto.

Le terme « Candace » renvoie, dans le royaume de Méroé, aux mères d'un roi. Lorsqu'un roi mourait, il n'était pas rare que sa mère lui succède. Les Candaces officiaient également en tant que régente sous le règne de leur fils. Le prince Akinidad, fils de la Candace Amanirenas, ne lui succède pourtant pas et ne deviendra jamais Qore (roi).
Pour une raison obscure, c'est Amanishakhéto qui devient Qore et Candace. Akinidad, peut-être son fils, son frère et/ou son époux, voire un individu hors de la lignée royale, n'occupe que les fonctions de pqr (prince) et de peseto (vice-roi). Il s'illustre toutefois dans le conflit qui oppose Méroé à Rome, en qualité de général.
Entre les années 28 et 21 av. J.-C., le Romain Auguste décide d'expédier en Nubie des légions, déjà postées en Égypte. Les Nubiens de Haute-Égypte se révoltent, renversant les monuments officiels, y compris les statues récemment érigées par Auguste lui-même. La tête de l'une d'elles, un bronze d'Auguste, est séparée de son corps et portée à Méroé, où elle est intentionnellement enterrée sous le seuil d'un des temples, de sorte que chaque fois qu'un Méroïte entre et sort, il piétine symboliquement la tête de leur ennemi.
On pense qu'Amanirenas a régné pendant cette période. Apparemment, elle partageait la puissance avec Akinidad, lequel a continué à régner après la succession d'Amanirenas à Amanishakhéto. Celle-ci refuse de se soumettre à Auguste et harcèle les légions romaines.
En 24 av. J.-C., elle ordonne une incursion en Égypte et envoie ses troupes en Thébaïde piller l’île de Philæ. Une armée de 30 000 Nubiens et Axoumites anéantit trois cohortes romaines en garnison à Syène, pillant toutes les villes sur son passage jusqu'à Éléphantine. Le préfet romain Gaius Petronius contre-attaque, mais la conquête de la Nubie par les Romains est stoppée par la reine.
Un traité est conclu à l'avantage des Nubiens par les ambassadeurs d'Amanishakhéto avec l'empereur Auguste à Sámos en 21 av. J.-C. La frontière est fixée à Maharraqa et à dater de cette époque, les deux empires entretiennent des relations commerciales florissantes. Par la suite, le royaume de Méroé prospère encore durant quelque deux cents ans.
Amanishakhéto a vraisemblablement eu un fils dont on ignore le nom ; en témoignent les chatons sur ses bagues. Ce fils, qui ne lui a sans doute pas survécu, devait, comme pour les autres Candaces, légitimer son accession au trône en qualité de souveraine absolue.

## Sépulture et héritage
Amanishakhéto possède richesse et puissance, vu la pyramide où elle est enterrée et les trésors qui l'entourent dans sa mort. C'est à Méroé que se trouve sa résidence, ainsi que plusieurs temples. Découvert en 1832, son palais en brique est un des plus grands identifiés jusqu'à présent ; il mesure environ 61 mètres de longueur et couvre un domaine d'environ 3 700 mètres carrés. Le rez-de-chaussée comporte plus de soixante pièces. Un bas-relief la représente avec un arc, dominant une armée d'esclaves.
Bien qu'elle n'ait pas été une guerrière aussi renommée que sa prédécesseure Amanirenas ou une bâtisseuse aussi célèbre que sa successeure Amanitore, Amanishakhéto a grandement participé à la redécouverte de la culture hybride méroïtique grâce à ses somptueux bijoux retrouvés dans son palais à Wad ban Naqa et dans sa tombe. Cette dernière, forcée et pillée en 1834 par le chasseur de trésors italien Giuseppe Ferlini, a été irrémédiablement endommagée.
En 1839, les bijoux de la reine sont vendus au roi Louis Ier de Bavière. De 2014 à 2018, une partie des bijoux (dix bracelets, neuf bagues, soixante-sept chevalières et de nombreuses amulettes) sont vendus puis exposés au musée égyptien de Berlin.

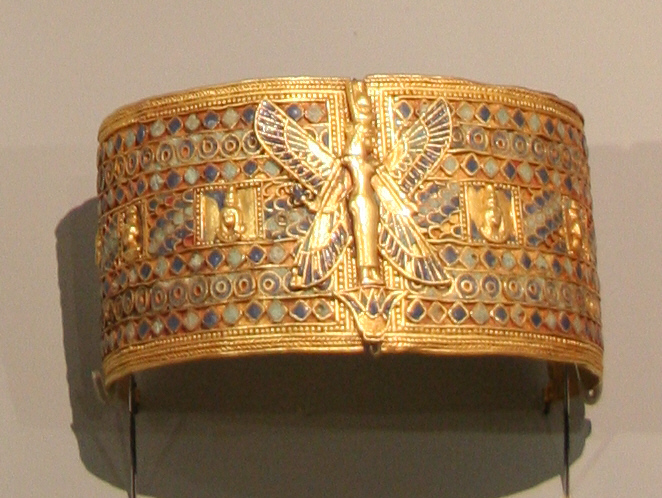
Bracelet d'Amanishakhéto.
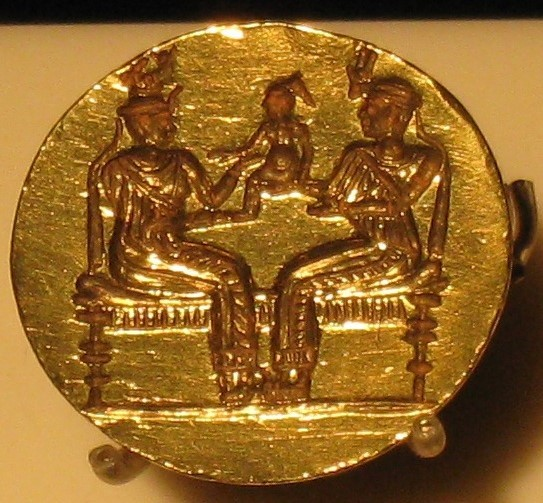
Chaton de bague appartenant à Amanishakhéto.
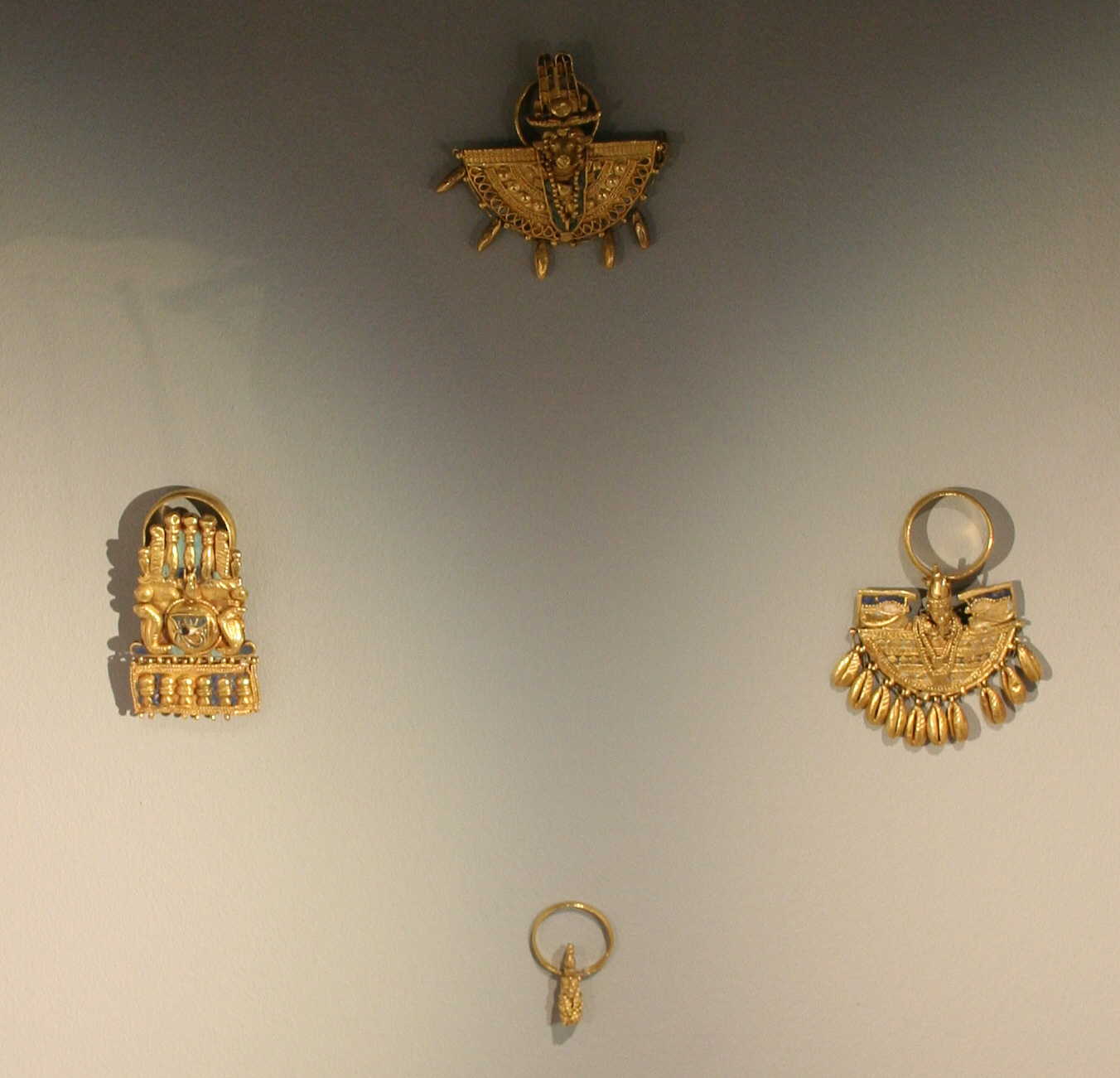
Des écussons et des boucles d'oreilles ayant appartenu à Amanishakhéto.
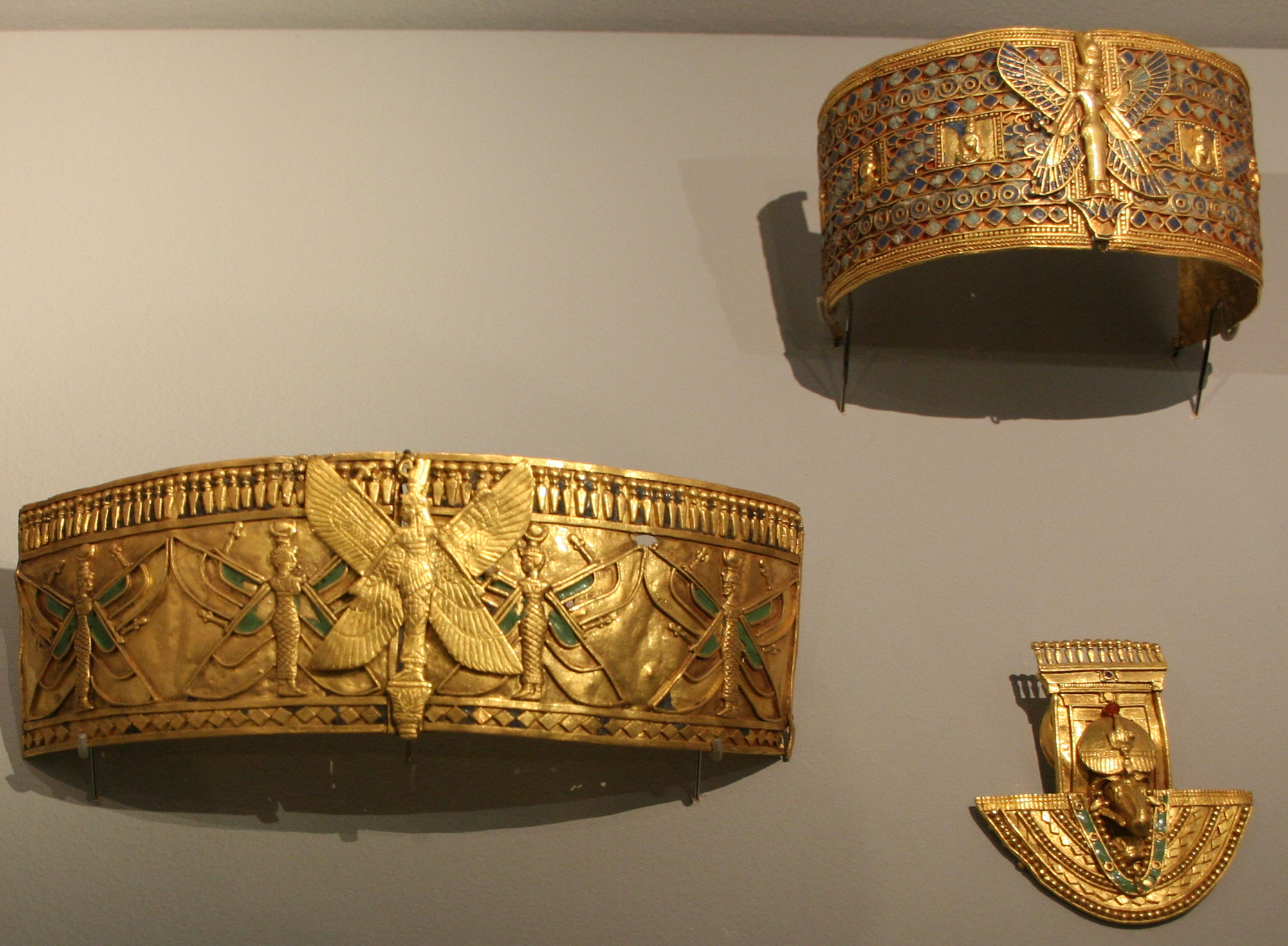
Les bracelets, colliers et épingles à robe de la reine Amanishakéto.